# Karl Fagerström
Karl Olov Fagerström (Rättvik, Suècia, 23 de juliol de 1946) és un psicòleg suec, especialista en la lluita contra el tabaquisme, conegut per idear el Test de Fagerström l'any 1978.

## Biografia
Karl Fagerström va cursar estudis en la Universitat de Uppsala on es va graduar en Psicologia Clínica l'any 1975, dirigint una unitat de Tabaquisme.
En 1981 va obtenir el doctorat mitjançant la realització de la seva Tesi doctoral sobre dependència per la nicotina i tractament del tabaquisme.
Des de 1970 fins a principis de la dècada dels anys 80 va ser editor de la publicació científica Scandinavian Journal for Behaviour Therapy
Des de 1983 fins a 1997 va treballar per a Pharmacia & Upjohn com a Director d'Informació científica dels productes de teràpia substitutiva amb nicotina, sent el seu president entre els anys 1999 i 2003.

## Premis
L'any 1999, Fagerström va rebre un premi de l'OMS pel treball destacat en el control del tabac. L'any 2014, la companyia farmacèutica Pfizer li va atorgar un seient en un jurat assessor de científics com a part dels "Premis de recerca global per a la dependència de la nicotina (GRAND)" de la companyia.

## Crítica
Malgrat la seva destacada tasca de recerca, Fagerström és criticat per les organitzacions de control del tabac perquè va treballar constantment amb la indústria i les empreses farmacèutiques. A més, la seva defensa dels nous productes del tabac com els cigarrets electrònics com a ajuda per deixar de fumar es considera críticament, ja que també són adequats per introduir els nens i joves al tema del tabaquisme i poden crear dependències similars.

## Publicacions
- Tractat de tabaquismy.[7]
- The Tobacco Epidemic (Progress in Respiratory Research).[8]